# Flet irlandzki
Flet irlandzki – instrument dęty drewniany z grupy aerofonów wargowych, rodzaj drewnianego fletu poprzecznego używanego w tradycyjnej muzyce celtyckiej, szczególnie irlandzkiej, muzyce dawnej oraz gatunkach pokrewnych.

## Pochodzenie
Współcześnie produkowane flety irlandzkie są wzorowane na XIX-wiecznych fletach angielskich stosowanych wówczas w muzyce profesjonalnej (tzw. Nicholson-type flute). Zostały one wyparte przez używane obecnie flety według konstrukcji Theobalda Boehma i (w związku z gwałtownym spadkiem wartości rynkowej) przejęte przez muzyków ludowych.

## Budowa
Flet irlandzki jest drewnianą piszczałką otwartą o przekroju konicznym. Piszczałka ta podzielona jest z reguły na szereg części: główkę z bocznym otworem wlotowym, dwie części środkowe z otworami palcowymi oraz stopę. Niekiedy występuje także osobna sekcja łącząca główkę z korpusem. Główka zwieńczona jest ruchomą nasadką umożliwiającą korekturę intonacji. W najprostszej wersji flet irlandzki posiada 6 otwartych otworów palcowych, co umożliwia łatwą grę tylko przy użyciu dźwięków jednej tonacji. Bardziej zaawansowane modele są natomiast wyposażone w dodatkowe otwory z klapami, tzw. klucze, w ilości od jednego do ośmiu. Dzięki temu rozszerzeniu ulega skala instrumentu oraz łatwiejsze jest wydobycie wszystkich dźwięków chromatycznych.

## Skala i technika gry
Skala fletu irlandzkiego wynosi co najmniej dwie pełne oktawy skali diatonicznej (standardowo D-dur), czasem więcej. Pozostałe dźwięki wydobyć można przy pomocy chwytów kombinowanych lub używając kluczy (o ile są). Klucze: d#, f, g#, a# i c zapewniają możliwość wydobycia pełnej skali chromatycznej. Oklapowanie stopy daje dodatkowe dźwięki c# i c. Dla wygody grającego stosuje się także dodatkowy klucz f (tzw. "long F") 
Pod względem manualnym technika gry na flecie irlandzkim jest stosunkowo prosta. Na instrumencie pozbawionym dodatkowego oklapowania palcowanie jest analogiczne (lub zbliżone - zależnie od modelu i egzemplarza) jak na flażolecie (tin whistle). Wraz ze wzrostem ilości klap rosną możliwości instrumentu, ale także trudność gry. Mimo to jest ona jednak mniej skomplikowana, niż w przypadku zwykłego fletu poprzecznego. Stosunkowo trudne jest natomiast zadęcie i prawidłowa intonacja.

## Flet we współczesnej muzyce folk
Flet należy obecnie do najważniejszych instrumentów solowych w irlandzkiej muzyce folk i stanowi jeden z podstawowych komponentów jej brzmienia. Wykorzystywany jest zarówno do partii lirycznych jak i (może nawet częściej) szybkich melodii tanecznych, najczęściej w rytmie jiga i reela. Częstą praktyką jest granie melodii na flecie unisono z innymi instrumentami (skrzypce, dudy, mandolina, akordeon, koncertyna itd.), przy czym melodia ta traktowana jest dosyć swobodnie z pozostawieniem dużego marginesu dla inwencji flecisty. Manierą wielu flecistów irlandzkich jest silnie zrytmizowany, pulsujący styl gry z wyrazistymi akcentami, a także naśladowanie brzmienia dud.
Najbardziej bodaj znanym i poważanym flecistą tradycyjnym jest Matt Molloy, który nagrał kilkadziesiąt płyt, m.in. w składzie grup: The Chieftains, Bothy Band, Planxty, a także solo. Do grona wirtuozów fletu irlandzkiego trzeba zaliczyć także takich muzyków jak: Kevin Crawford, Michael McGoldrick, Seamus Egan, Brian Finnegan, Grey Larsen, Garry Shannon, Conal O'Grada, Jean-Michel Veillon, Sylvain Barou i in.